# STS-56
STS-56 (ang. Space Transportation System) – szesnasta misja wahadłowca kosmicznego Discovery i pięćdziesiąta czwarta programu lotów wahadłowców.

## Załoga
źródło
- Kenneth Cameron (2)*, dowódca
- Stephen Oswald (2), pilot
- Michael Foale (2), specjalista misji 1
- Kenneth Cockrell (1), specjalista misji 2
- Ellen Ochoa (1), specjalista misji 3

*(liczba w nawiasie oznacza liczbę lotów odbytych przez każdego z astronautów)

## Parametry misji
źródło
- Masa: 
  - startowa orbitera: 107 346 kg
  - lądującego orbitera: 93 826 kg
  - ładunku: 7441 kg
- Perygeum: 291 km
- Apogeum: 299 km
- Inklinacja: 57,0°
- Okres orbitalny: 90,4 min

## Cel misji
Lot poświęcony badaniom atmosfery ziemskiej przy pomocy zestawu aparatury ATLAS-02.